# Cabriès
Cabriès település Franciaországban, Bouches-du-Rhône megyében. Lakosainak száma 10 143 fő (2022. január 1.). Cabriès Aix-en-Provence, Bouc-Bel-Air, Les Pennes-Mirabeau és Vitrolles községekkel határos.

## Népesség
A település népességének változása:
| Lakosok száma | 2109 | 6120 | 7720 | 8362 | 9251 | 9627 | 9751 | 9918 | 10 006 | 10 143 |
|               | 1968 | 1982 | 1990 | 2006 | 2013 | 2015 | 2017 | 2019 | 2020   | 2022   |